# Lethrus nuratavicus
Lethrus nuratavicus là một loài bọ cánh cứng trong họ Geotrupidae. Loài này được Nikolajev miêu tả khoa học năm 1987.